# Verification of Environmental Technologies for Agricultural Production
Verification of Environmental Technologies for Agricultural Production (deutsch: Verifizierung von Umwelttechnologien für die landwirtschaftliche Produktion), kurz VERA, ist eine multinationale Kooperation zwischen Dänemark, den Niederlanden und Deutschland zur Prüfung und Verifizierung von Umwelttechnologien im landwirtschaftlichen Sektor, die 2009 ins Leben gerufen wurde. Weitere EU-Länder wie Belgien, Frankreich und Großbritannien haben bereits Interesse an einer Zusammenarbeit bekundet.
Ziel von VERA ist die Schaffung eines grenzübergreifenden, standardisierten Prüf- und Verifizierungsprogramms für Technologien im europäischen Agrarsektor sowie die Förderung eines gut funktionierenden Marktes für emissionsmindernde Technologien in der europäischen Landwirtschaft.

## Inhalte
Der inhaltliche Rahmen für die Prüfung und Verifizierung von Umwelttechniken basiert auf Testprotokollen, die von Fachexperten der beteiligten Länder entwickelt wurden oder sich zurzeit noch in Entwicklung befinden. Die wissenschaftlichen Erkenntnisse über Emissionen und Emissionswirkungen sowie über die optimalen Messmethoden entwickeln sich ständig weiter. Daher werden die Testprotokolle nach aktuellem Stand der Forschung und Wissenschaft regelmäßig aktualisiert.
Aktuell gibt es für die folgenden Technologien VERA Testprotokolle:
- Abluftreinigungssysteme[3]
- Tierhaltungs- und Managementsysteme[4]
- Techniken zur Gülleausbringung[5]
- Abdeckungen von Güllelagern
- Gülleseparatoren
- Biogasanlagen (in Vorbereitung).[6]

Technologien, die entsprechend dieser Testprotokolle geprüft wurden, können eine VERA Verifizierungsurkunde erhalten. Diese dokumentiert die Umwelteffizienz und Betriebssicherheit einer Technologie. Eine VERA Verifizierungsurkunde ist produktspezifisch und gilt nur für die getestete Technologie. Bei Veränderungen muss nachgewiesen werden, dass dies keine negativen Auswirkungen hat. Der Fokus in Bezug auf die Umwelteffizienz liegt zurzeit auf der Minderung von Ammoniak, Geruch und Staub.

## Nutzen

### Für Landwirte
Nach VERA geprüfte Verfahren bieten dem Landwirt eine Auswahl von Technologien, die ihre Umweltwirkungen und Betriebssicherheit nachgewiesen haben. Ob eine Technik nach VERA geprüft wurde, bestätigt eine VERA-Urkunde. Alle international erfolgreich geprüften Produkte werden mit der VERA-Urkunde und dem zugehörigen VERA-Bericht auf der Website veröffentlicht.

### Für Hersteller
Hersteller von emissionsmindernden Technologien erhalten die momentan einzigartige Möglichkeit, mit einem VERA geprüften Produkt Anerkennung in verschiedenen EU-Ländern zu erhalten und damit Prüfungskosten für den Nachweis der Funktion in den einzelnen Ländern zu sparen. Hierdurch werden die Wettbewerbsbedingungen einheitlicher und besser kalkulierbar.

### Für Behörden
In den beteiligten Ländern wird VERA unterschiedlich angewendet. Da der Prozess erst seit einiger Zeit begonnen wurde, ist er noch nicht überall vollständig umgesetzt.
In Dänemark ist VERA bereits komplett implementiert. Produkte müssen dort in der „Technologieliste“ gelistet sein, was über einen VERA-Test möglich ist.
In den Niederlanden befähigt ein solcher Test zur Aufnahme in die niederländische „TacRav-Liste“.
In Deutschland liegen die Bewertung der gemessenen Emissionsminderungen und weitere Entscheidungen bei den zuständigen Genehmigungsbehörden der Länder.

## Struktur

### Management
Das Internationale VERA Board (IVB) besteht aus Vertretern der beteiligten nationalen Landwirtschafts- und Umweltministerien. Das IVB ist der Entscheidungsträger, der Regeln, grundlegende Kriterien und die Zielsetzung der VERA Zusammenarbeit bestimmt.

### Internationales Sekretariat
Das Sekretariat organisiert, koordiniert und setzt die vom IVB beschlossenen Aktivitäten um. Es ist auch für die organisatorische Begleitung und Koordination der Tätigkeiten der Expertenkommissionen zuständig.
Es berät darüber hinaus die Hersteller von Umwelttechnologien, Prüflabore und Behörden und bewertet die formellen Anforderungen an die eingereichten Anträge für Verifizierungsurkunden. Schließlich stellt es die VERA-Urkunden aus und überwacht deren Nutzung.
Die Führung des Sekretariats wechselt alle vier Jahre in ein anderes Mitgliedsland. Bis 2018 werden diese Tätigkeiten in Deutschland im Auftrag des Bundesministerium für Ernährung und Landwirtschaft durchgeführt.

### Technische Experten
Für jedes Anwendungsgebiet werden unabhängige technische Experten aus den drei Mitgliedsländern berufen. Diese bilden die jeweiligen „International VERA Committees, kurz: IVCs“. Sie überarbeiten existierende Testprotokolle und erarbeiten neue Testprotokolle für weitere Themengebiete. Die Experten bewerten die zur Verifizierung eingereichten Unterlagen und Messergebnisse.

### Prüfinstitute
Die Prüfinstitute sind für die Planung, Durchführung und Dokumentation der Prüfaktivitäten verantwortlich. Die Institute sind unabhängige Organisationen und können vom Hersteller frei gewählt werden, sofern sie die erforderliche Qualifikation gemäß den grundsätzlichen VERA Richtlinien und dem VERA Testprotokoll vorweisen können.